# Silonia childreni
Silonia childreni és una espècie de peix de la família dels esquilbèids i de l'ordre dels siluriformes.

## Morfologia
- Els mascles poden assolir 48 cm de longitud total.[1][2]

## Reproducció
És ovípar i els ous no són protegits pels pares.

## Alimentació
Menja peixos.

## Hàbitat
És un peix d'aigua dolça i de clima tropical.

## Distribució geogràfica
Es troba a Àsia: conques dels rius Krishna, Godavary i Kaveri als Ghats Occidentals (Índia).

## Estat de conservació
Es troba amenaçat per la contaminació (provinent de plantes químiques i fonts orgàniques) i la sequera causada per les preses que hi ha riu amunt, ja que no amollen aigua durant els períodes secs. La sobrepesca va ésser amb anterioritat una amenaça per a aquesta espècie, però en l'actualitat sembla haver desaparegut.